# Coprosma arborea
Coprosma arborea är en måreväxtart som beskrevs av Thomas Kirk. Coprosma arborea ingår i släktet Coprosma och familjen måreväxter. Inga underarter finns listade i Catalogue of Life.